# Les Beaux Jours d'Aranjuez
Pour les articles homonymes, voir Aranjuez (homonymie).
Ne doit pas être confondu avec Die Schönen Tage von Aranjuez.
Pour plus de détails, voir Fiche technique et Distribution.
Les Beaux Jours d'Aranjuez est un film dramatique franco-allemand écrit et réalisé par Wim Wenders, sorti en 2016.

## Synopsis
Une femme et un homme discutent à l'ombre des arbres. Au loin, on aperçoit Paris. Les échanges portent sur l'enfance et les relations homme-femme. Derrière eux, dans la maison voisine, un écrivain, en train d’imaginer ce dialogue et de le rédiger. 
Le film est conçu de manière que le spectateur s'interroge : les deux personnages sont-ils fictifs, fruits de l'imagination de l'écrivain, ou au contraire réels, lui racontant ce qu’il se contente de restituer ?

## Fiche technique
- Titre : Les Beaux jours d'Aranjuez
- Réalisation : Wim Wenders
- Scénario : Wim Wenders d'après la pièce de théâtre de Peter Handke
- Photographie : Benoît Debie
- Montage : Beatrice Babin
- Production : Paulo Branco, Gian-Piero Ringel et Wim Wenders
- Société de production : Alfama Films, Neue Road Movies, Leopardo Filmes et Radiotelevisão Portuguesa
- Société de distribution : Alfama Films (France)
- Pays :  France,  Allemagne et  Portugal
- Genre : drame
- Durée : 97 minutes
- Dates de sortie : 
  -  France : 9 novembre 2016

## Distribution

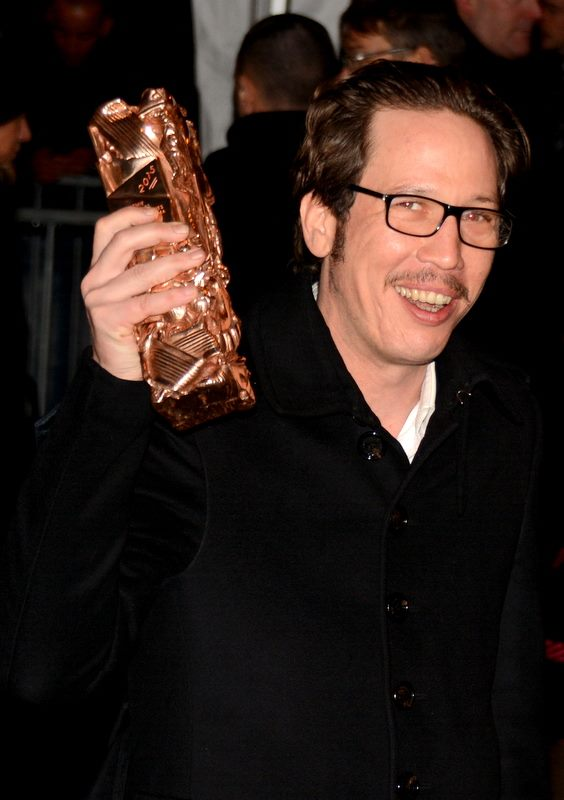
Reda Kateb

- Reda Kateb : l'homme
- Sophie Semin : la femme
- Jens Harzer : l'écrivain
- Nick Cave : le pianiste
- Peter Handke : le jardinier

## Sélection
- Mostra de Venise 2016 : sélection officielle